# Villars-sous-Dampjoux
Villars-sous-Dampjoux é uma comuna francesa na região administrativa de Borgonha-Franco-Condado, no departamento de Doubs. Estende-se por uma área de 3,06 km². Em 2010 a comuna tinha 360 habitantes (densidade: 117,6 hab./km²).